# Porcellana di Bow

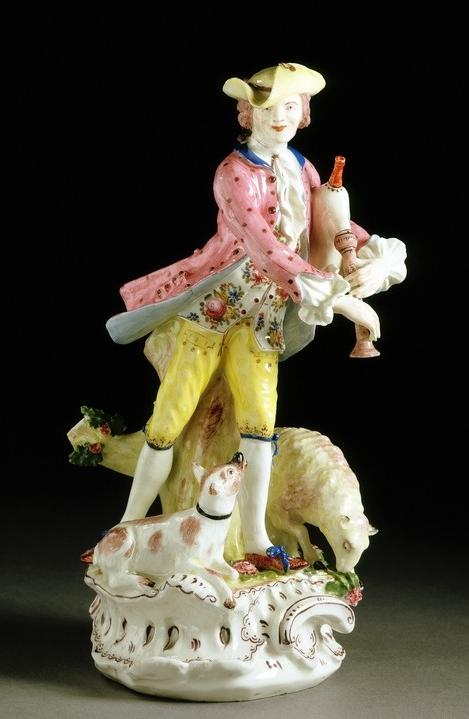
Figurina ispirata alla porcellana di Meissen, circa 1754, (V&A Museum)

La manifattura di porcellana di Bow  fu attiva fra il 1747 e il 1764 nel sobborgo londinese di Bow.

## Storia
La fabbrica di Bow fu fondata, dal pittore di origine irlandese Thomas Frye e da Edward Heylyn, fra il 1744 (quando furono concesse le regie patenti) e il 1749 (quando iniziò la produzione), in Stratford Langthorne nelle vicinanze di Londra, per fare concorrenza alla porcellana di Chelsea.
Sin dai primissimi anni si produssero le porcellane a pasta tenera di un color bianco candido, così reso dall'aggiunta nella pasta di polvere di ossa, anticipando così il bone china. La porcellana di Bow, s'ispirò  inizialmente alle decorazioni delle porcellane orientali e alla tipologia Kakiemon in particolare. Per questo fu coniata per la produzione del primo periodo l'espressione "New Canton" e dal 1754 la fabbrica iniziò ad arricchire la produzione di tipologia all'orientale con la tecnica della decalcomania. Si distinguono nelle plastiche o nelle pitture, sia la presenza dei fiori di pruno, ben noti a Meissen, sia le conchigliette.
Gli oggetti tipici di questa manifattura furono: tazzine, calamai, zuccheriere, figurine della "commedia dell'arte", sia in gruppi o singole, i gruppi mitologici e le classiche scene galanti. Il colorato riflette il gusto rococò, che risulta allo stesso tempo vivace e ricercato. Nei soggetti rimasero celebri quelli di Kitty Clive tratta dalla farsa Lethe di Garrick e di cui un esemplare è conservato al Fitzwilliam Museum di Cambridge. Furono realizzate anche civette, plastiche tratte da soggetti di Boucher e famosa rimane la serie delle nove muse da cui prenderà il nome l'ancora ignoto modellatore Muses Modeller. Ma la qualità purtroppo declinò rapidamente e la fabbrica fallì nel 1763. Riacquistata, venne inglobata nella fabbrica di Derby, che da quel momento in poi poté giovarsi dell'esperienza maturata dalla manifattura di Bow.